# Karmelićanska crkva u Varšavi
Crkva Uznesenja Marijina i sv. Josipa, poznatija i kao Karmelićanska crkva, katolička je crkva u Varšavi poznata po svojem pročelju u neoklasicističkom stilu i zvonicima nalik kadionicima. Izgrađena je 1681.  poticajem poljskog primasa Michała Radziejowskog na temeljima drvene crkve bosonogih karmelićanki iz 1643. koju su pedesetih godina spalili Šveđani i brandenburški Nijemci. Tijekom 18. stoljeća znameniti poljski slikari uresili su unutrašnjost freskama u rokoko i baroknom stilu.
Na crkvenim je orguljama svoje prve recitale održao Frédéric Chopin. Slomom Siječanjskog ustanka Carska Rusija srušila je karmelićanski samostan uz crkvu kao uporište poljskih domoljuba. Crkva nije značajnije stradala u nacionalsocijalističkim razaranjima nakon Varšavskog ustanka te je za vrijeme obnove Katedrale sv. Ivana Krstitelja služila kao prokatedrala. Danas je u službi sjemeništa Varšavske nadbiskupije.

## Vanjske poveznice
|  | Zajednički poslužitelj ima još gradiva o temi Karmelićanska crkva u Varšavi |